# 安妮特·弗格森
安妮特·梅里·納爾遜·弗格森 FRSE是一名蘇格蘭天體物理學家，專攻星系演化領域。她是愛丁堡天文學研究所教授，並擔任愛丁堡大學物理與天文學學院觀測天文物理學個人講座教授。

## 職業生涯
弗格森的研究重點是觀測鄰近星系中的恆星和星際氣體，以深入了解銀河系系統的形成和演變。她最近的大部分工作都集中在仙女座星系上，這是我們銀河系鄰近的一個巨大的螺旋星系。
她的研究利用了加納利群島、智利和夏威夷的地面望遠鏡以及哈伯太空望遠鏡上的精密儀器。弗格森也參與規劃未來在歐洲太空總署歐幾里德任務和目前正在智利建造的薇拉·魯賓天文台所收集數據的利用。
弗格森來自蘇格蘭，以優異成績畢業於多倫多大學，獲得物理學和天文學學士學位，並在約翰霍普金斯大學獲得天文物理學博士學位。
她曾在劍橋天文學研究所、荷蘭卡普坦天文研究所擔任博士後研究員，並在德國馬克斯·普朗克天體物理研究所擔任瑪麗·居禮博士後研究員。
2005年，弗格森回到蘇格蘭，在愛丁堡大學擔任講師，2007年晉升為讀者，2013年晉升為教授。

## 榮譽
弗格森於2003年獲得安妮·坎農天文學獎，並於2016年3月被選為蘇格蘭國家科學與文學院愛丁堡皇家學會院士。2017年，她獲得德國洪堡基金會頒發的弗里德里希·威廉·貝塞爾研究獎。